# 移剌古與涅
移剌古與涅（12世纪？—1213年），金朝末年契丹族将领，移剌（耶律）姓。
金章宗泰和年间，移剌古與涅担任副统，随同左监军纥石烈执中对抗宋军北伐。泰和六年（1206年）十一月，率军出清河口（今山东东平县西），领四千精骑强渡淮河，击败宋军，攻克淮阴，围攻楚州（今江苏淮安市），逼迫南宋请和。金宣宗贞祐元年（1213年），出任安化军节度使。蒙古帝国大军南下，直逼中都（今北京市），蒙古将领木华黎率军攻打密州（今北京密云区），他率兵力战，身中流矢而亡。贞祐三年（1215年），金宣宗下诏追赠他为安远大将军、知益都府事。